# Burgemeester Röellstraat 199
Burgemeester Röellstraat 199 te Amsterdam is een gebouw aan de Burgemeester Röellstraat in Amsterdam Nieuw-West. Sinds 1991 is het in gebruik als kapel.

## Geschiedenis
De straat werd aangelegd in een gebied dat eeuwenlang bestemd was voor landbouw en veeteelt met hier en daar een woonkern. In de 19e eeuw viel het onder de gemeente Sloten, dat vanwege het gebruik meer verbinding had met Houtrijk en Polanen en Haarlem dan met Amsterdam. Toch rukte de gemeente Amsterdam steeds meer richting de verschillende woonkernen van Sloten op. De nood voor woningbouw in Amsterdam was in 1921 zo groot dat Amsterdam onder meer de hele gemeente Sloten annexeerde. Niet veel later begon men met de plannen voor de inrichting van wat Amsterdam Nieuw-West zou worden. Cor van Eesteren en Ko Mulder maakten binnen het Algemeen Uitbreidingsplan (UAP) een opzet voor de toekomstige woonwijken. Realisatie liet op zich wachten toen de Tweede Wereldoorlog uitbrak. Na die oorlog kwam dan het gedeelte Slotermeer van en uit de grond. Er werd snel en eenvormig gebouwd. In het kader daarvan kwam er ten zuiden van de Burgemeester Röellstraat tussen de Slotermeerlaan en de Burgemeester van Leeuwenlaan een aantal hofjes, waarvan de onderlinge verschillen miniem waren en zijn. Er werd zodanig gebouwd dat de portiekflats haaks op die brede straat staan.

## Gebouw
In vervolg daarop kwam er andere bebouwing zoals scholen en kerken en voor wat betreft huisnummer 199 ook een bankfiliaal van de  Coöperatieve Centrale Boerenleenbank Halfweg. Deze vroeg rond 1962 een vergunning aan om ter plaatse een gebouw neer te zetten. Als architect werd Jan Hopman (1931-2020), wonende te Sloten  ingeschakeld, die destijds het ontwerp maakte voor meer bankgebouwen van de Boerenleenbank Halfweg, zoals hun hoofdkantoor in Halfweg-Zwanenburg.   Die bank had meerdere filialen in dit deel van Amsterdam.  In plaats van te bouwen in het stramien van genoemde hofjes en UAP bouwde de aanstaande Rabobank langs de Burgemeester Röellstraat, ook de gebruikte soort baksteen (rondom het beton) was anders en het had glasstroken van maaiveld tot daklijst. In tegenstelling tot alle portiekflats met vijf bouwlagen, volstond hier één bouwlaag. In 1985 vond er nog een verbouwing plaats. Eind jaren tachtig trok de  Rabobank uit het gebouw. Het werd aangekocht door  Hersteld Apostolische Zendingkerk. Zij liet het bankgebouw verbouwen tot kapel onder architect Carlos Scheltema. Het kreeg daarbij een nieuwe entree en een afdak met de naam van de instelling en een klein kruis erop. Dat afdak kreeg een licht groene pastelkleur, hetgeen het afwijkend uiterlijk van het gebouw nog benadrukt; de kleur is binnen de architectuur in deze wijk nauwelijks te vinden.    